# First Monday
First Monday est une série télévisée américaine en 13 épisodes de 44 minutes, créée par Donald Bellisario et Paul J. Levine et diffusée entre le 15 janvier et le 3 mai 2002 sur CBS.
En France, le premier épisode a été diffusé le 11 avril 2008 sur Série Club dans les Screenings 2008.

## Synopsis
Joseph Novelli, qui est nommé à une Cour suprême également divisé entre conservateurs et libéraux.

## Distribution

### Acteurs principaux
- Joe Mantegna (VF : Hervé Jolly) : Joseph Novelli
- James Garner (VF : Pierre Hatet) : Thomas Branklin
- Charles Durning (VF : Philippe Dumat) : Henry Hoskins
- Randy Vesquez (VF : Éric Aubrahn) : Miguel Mora
- Hedy Burrness (VF : Valérie Siclay) : Ellie Pearson
- Christopher Wiehl (VF : Guillaume Lebon) : Jerry Klein
- Joe Flanigan (VF : Pierre Tessier) : Julian Lodge

### Acteurs secondaires
- Camille Saviola (VF : Denise Metmer) : Esther Weisenberg
- James McEachin (VF : Jean-François Laley) : Jerome Morris
- James Karen (VF : Michel Barbey) : Michael Bancroft
- Gail Strickland (VF : Françoise Pavy) : Deborah Szwark
- Stephen Markle (VF : Pierre Dourlens) : Theodore Snow
- Lyman Ward (VF : Michel Clainchy) : Brian Chandler
- Linda Purl (VF : Catherine Lafond) : Sarah Novelli
- Brandon Davis (VF : Tony Marot) : Andrew Novelli
- Liz Torres (VF : Monique Thierry) : Janet Crowley
- Sandra Prosper (VF : Laura Blanc) : Kayla Turner
- Dean Stockwell (VF : Bernard Soufflet) : Edward Sheffield
Version française
  - Société de doublage : Mediadub International[1]
  - Direction artistique : Martine Meirhaeghe[1]
  - Adaptation : ?

Source VF : Doublage Séries Database

## Épisodes
1. Titre français inconnu (Pilot)
2. Titre français inconnu (Age of Consent)
3. Titre français inconnu (The Price of Liberty)
4. Titre français inconnu (Crime and Punishment)
5. Titre français inconnu (Family Affairs)
6. Titre français inconnu (Dangerous Words)
7. Titre français inconnu (Right to Die)
8. Titre français inconnu (Court Date)
9. Titre français inconnu (Secrets and Lies)
10. Titre français inconnu (Unprotected Speech)
11. Titre français inconnu (Strip Search)
12. Titre français inconnu (Showdown)
13. Titre français inconnu (Family Secrets)